# Plainfield (Connecticut)
Plainfield é uma cidade  localizada no estado americano de Connecticut, no Condado de Windham.

## Demografia
Segundo o censo americano de 2000, a sua população era de 14.619 habitantes.

## Geografia
De acordo com o United States Census Bureau tem uma área de
111,5 km², dos quais 109,5 km² cobertos por terra e 2,0 km² cobertos por água.

## Localidades na vizinhança
O diagrama seguinte representa as localidades num raio de 24 km ao redor de Plainfield Village.